# Giovanni Bellini
Giovanni Bellini, zvaný také Giambellino (1424/28 nebo 1430/34 Benátky – 26. nebo 29. listopad 1516 Benátky), byl skutečným zakladatelem benátské renesanční malby. Vytvořil vlastní lyrický styl, v němž spojil obdiv k přírodě s citovým půvabem. Původně muránskou kompozici Sacra Conversazione Giovanni Bellini přetvořil, když Madonu s dítětem umístil pod klenbu apsidy a obklopil ji postavami světců s výrazy opravdové svatosti. K dokonalosti však dovedl nejen vyobrazení Madon s dítětem, ale také podobizny významných osobností. Vytříbená barevnost jeho obrazů s mytologickou tematikou se stala základem pro pozdější Giorgionovu a Tizianovu malířskou tvorbu.

## Životopis
Giovanni Bellini se narodil do rodiny benátských výtvarníků, především malířů a miniaturistů. Datum jeho narození je nejisté, k čemuž v nedávné době přibyla i otázka, kdo byl jeho skutečný otec. V roce 2013 totiž Daniel W. Maze publikoval článek, ve kterém dokládá, že jeho otcem byl Niccolo Bellini (?–1429), čímž by se Giovanni Bellini stal bratrem Jacopa Belliniho. Současně se autor neztotožnil s názorem některých historiků, že Giovanni byl nemanželským dítětem.’ V katalogu berlínské výstavy (2018) je uveden rodokmen rodiny Belliniů, ve kterém skutečně autoři uvádějí Giovanniho jako bratra Jacopa Belliniho, ale zjevně ho neztotožňují s malířem Giovanni Bellinim. Proto to nic nemění na skutečnosti, že se vyučil v dílně Jacopa Belliniho. Počátkem 50. let 15. století, poté co se v roce 1453 jeho sestra Nicolosia provdala za malíře Andreu Mantegnu (1431 ? – 1506), se v Giovanniho obrazech objevil nejen zvýšený zájem o antickou architekturu, ale především využil Mantegnovy zkušenosti se světelnou modelací postav. V roce 1459 se Giovanni osamostatnil a opustil Jacopovu dílnu, i když s ním i nadále spolupracoval. Spolu s Mantegnou se mezi roky 1458 a 1460 vydal do Padovy, kde se seznámil s pracemi florentského sochaře Donatella (1386 ? – 1466). Blízkost Mantegnových a Giovanniho obrazových témat a současně jen malé rozdíly v důrazu na různé prvky nacházející se v krajině, dokládají dva obrazy namalované na téma Agonie Krista v Getsemanské zahradě.

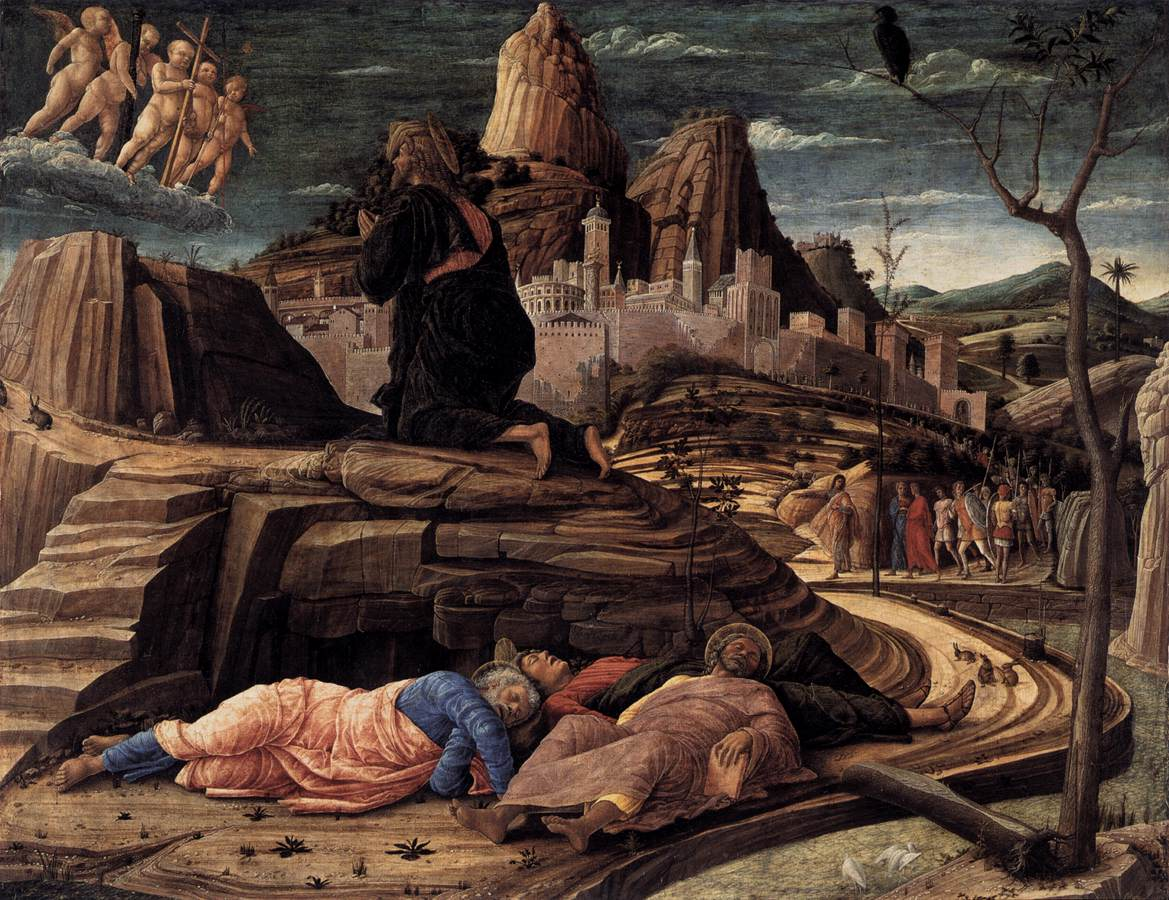
Agonie v Getsemanské zahradě (verze Mantegnova; 1455/56, Národní galerie v Londýně, V. Británie)

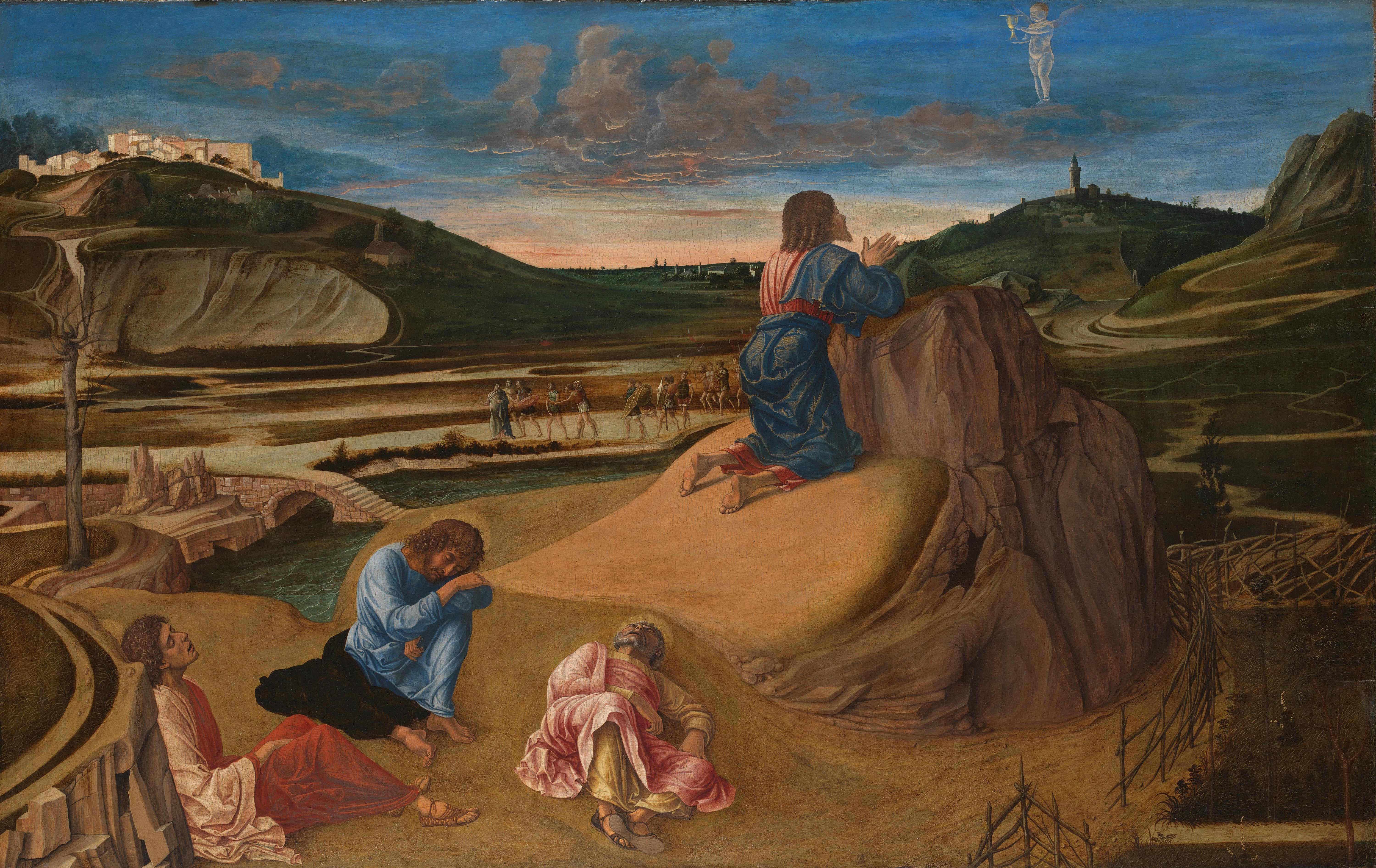
Agonie v Getsemanské zahradě (verze Belliniho; 1458/60, Národní galerie v Londýně, V. Británie)

Předpokládá se, že příčinou Giovanniho odchodu z Jacopovy dílny byla skutečnost, že se v té době oženil s Ginevrou Bochetou (? – 1489 ?). V roce 1470 Giovanni Bellini krátce navštívil Rimini a Pesaro, kde poznal výhody olejomalby na obrazech vlámského malíře Rogiera van der Weyden 1399/1400 – 1464). Nepřekvapí proto, že v polovině 70. let 15. století, kdy v Benátkách pobýval Antonello da Messina (1430 ? – 1479), převzal od něho techniku olejomalby spolu s tříčtvrtečním postavením portrétované osoby. V době, kdy jeho bratr Gentile Bellini odcestoval do Konstantinopole portrétovat sultána Mehmeda II., Giovanni pracoval na dokončení velkých historických scén určených pro Velký sál benátské rady (Signorie). O sto let později však velkolepá plátna zničil požár, který postihl Dóžecí palác (1577). Uznání za tyto práce se Giovanni Bellinimu dostalo roku 1483, kdy byl jmenován konzervátorem (správcem) obrazů nacházejících se ve Velkém sále benátské rady. O čtyři roky později Giovanni Bellini vytvořil slavný oltářní obraz pro benátský kostel San Giobbe (kostel sv. Jóba), který se stal novým typem Sacra Conversazione. V roce 1499 Giovannimu umírá syn Alvise. Giovanniho tvorba však dále pokračovala tématy, které se staly nadčasovými vzory pro Giorgiona a začínajícího Tiziana. Obdiv k umění Giovanni Belliniho způsobil, že se koncem roku 1505 do Benátek vydal i německý malíř Albrecht Dürer (1471–1528), který se s Bellinim setkal následujícího roku. Albrecht Dürer byl Bellinim laskavě přijat a současně ho Giovanni požádal o obraz dle vlastní volby. Naopak Dürer o Bellinim prohlásil, že: „...Už je velmi starý, ale pořád je ze všech nejlepší...“. Byla to především Giovanniho pozdní díla, která z něho vytvořila uměleckou osobnost evropského formátu, jejíž vliv přetrvával po celé 16. století.

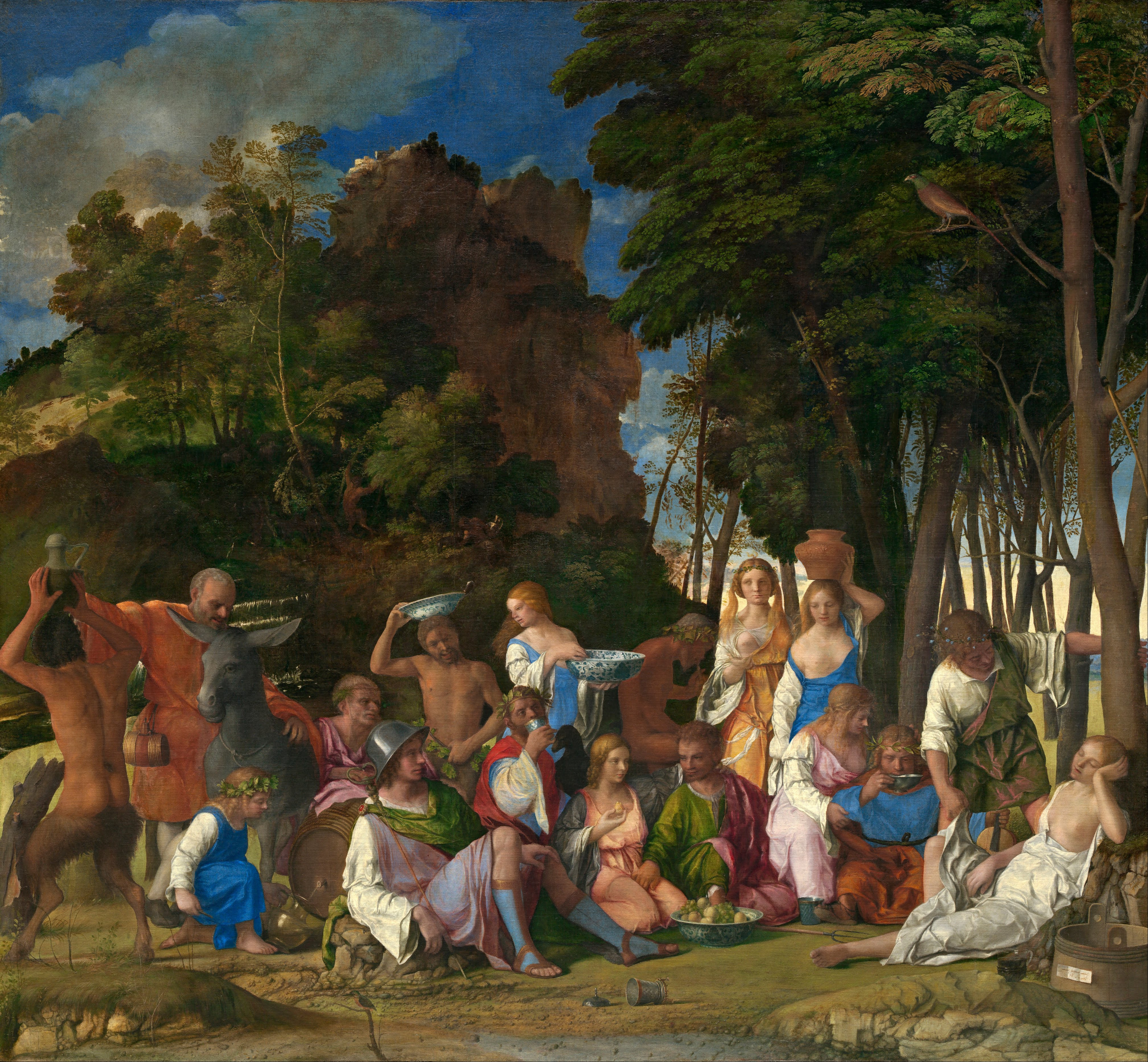
Hostina bohů (1514; obraz začal malovat Giovanni Bellini; dokončili ho Dosso Dossi a Tizian. Národní galerie ve Washingtonu, USA)

Giovanniho poslední velký obraz nazvaný Hostina bohů, který si u malíře objednal ferrarský vévoda Alfonso d’Este, je reminiscencí Mantegnova obrazu Parnasus. Mantegna tento obraz namaloval v letech 1496/7 (dnes Musée du Louvre, Paříž, Francie). Bellini Mantegnův námět přenesl do krajiny plné antických bohů a nymf účastnících se Bacchem pro ně připravené hostiny, jak ji Ovidius popsal ve svém Kalendáři. Giovanni Bellini však obraz nedokončil, neboť v roce 1516 zemřel asi ve věku 90 let. Byl pohřben v benátské Basilica di San Giovanni e Paolo. Domalovali ho až malíři Dosso Dossi a Tizian.

## Umělecká tvorba

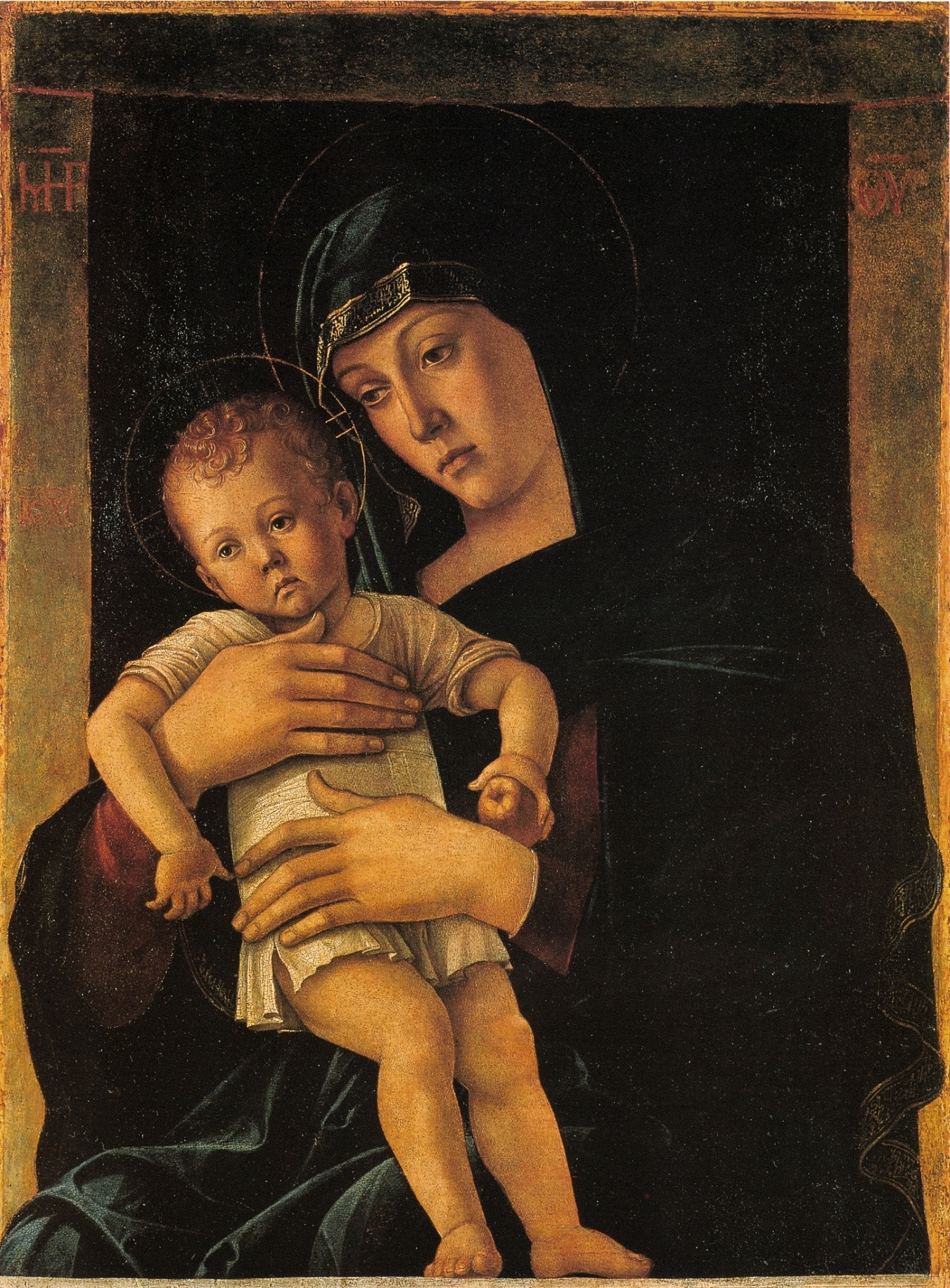
Madona s dítětem zv. Madona Greca (1460/65, Pinacoteca di Brera, Miláno, Itálie)

Koncem 30. let 15. století začal Giovanni Bellini pomáhat v malířské dílně, jejímž vedením byl pověřen Jacopo Bellini. Po jeho smrti vedení dílny převzal jeho syn Gentile. V 80. letech 15. století se její vedoucí osobností stal Giovanni Bellini. Historici umění považují uvedené členy rodiny Belliniů za zakladatele benátské malířské školy.
Obrazy
První obrazy Giovanni Belliniho dokládají vliv dílny Jacopa Belliniho a vycházejí ještě z byzantské tradice. Mezi obrazy Madon z 50. a 60. let 15. století vyniká Madona Greca (1460/65), která již vykazuje Mantegnův vliv. Belliniho návaznost na tvorbu svého švagra dokládá jeho obraz Agonie Krista v Getsemanské zahradě (1458/60), který byl dlouho považována za Mantegnovo dílo, neboť o několik let dříve namaloval obraz s obdobnou tematikou. Je to však první Belliniho obraz, v něm příběh z Nového zákona spojil s krajinou v ranním rozbřesku.

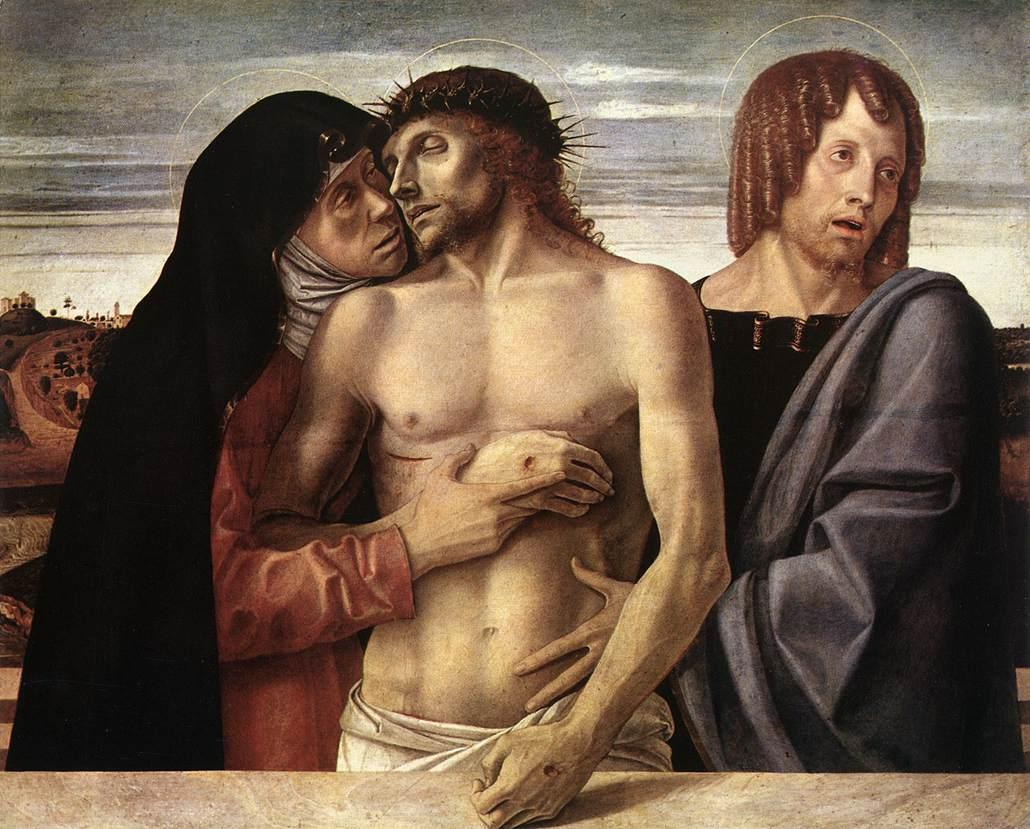
Mrtvý Kristus podepíraný Pannou Marií a sv. Janem (1465/67, Pinacoteca di Brera, Miláno, Itálie)

Také Mantegnovo „sochařské“ zobrazení postav Giovanni Bellini převzal a použil v několika dalších obrazech Piet. Nejlépe to dokládá Belliniho obraz Mrtvý Kristus podepíraný Pannou Marií a sv. Janem Evangelistou (1465/67). Až po roce 1470 Mantegnův vliv na Belliniho malbu začal slábnout, neboť Mantegna přijal místo dvorního malíře v Mantově.
Mezi roky 1464 a 1470 vznikly i čtyři triptychy pro rodinné kaple v benátském kostele Santa Maria della Charita. Triptychy jsou považovány za dílenskou práci s různým podílem účasti Giovanni Belliniho. Jedná se o polyptychy nazvané podle vyobrazeného světce či Panny Marie na centrálním panelu. Jsou proto nazvány Triptych Narození, Triptych se sv. Šebestiánem, Triptych se sv. Vavřincem a Triptych Madony s dítětem. Všechny tyto triptychy mají charakter archaické formy Sacra Conversazione s patrným vlivem muránské malířské školy, jmenovitě Bartolomea Vivariniho. Tyto čtyři triptychy se dnes nacházejí v Gallerie dell’Accademia.

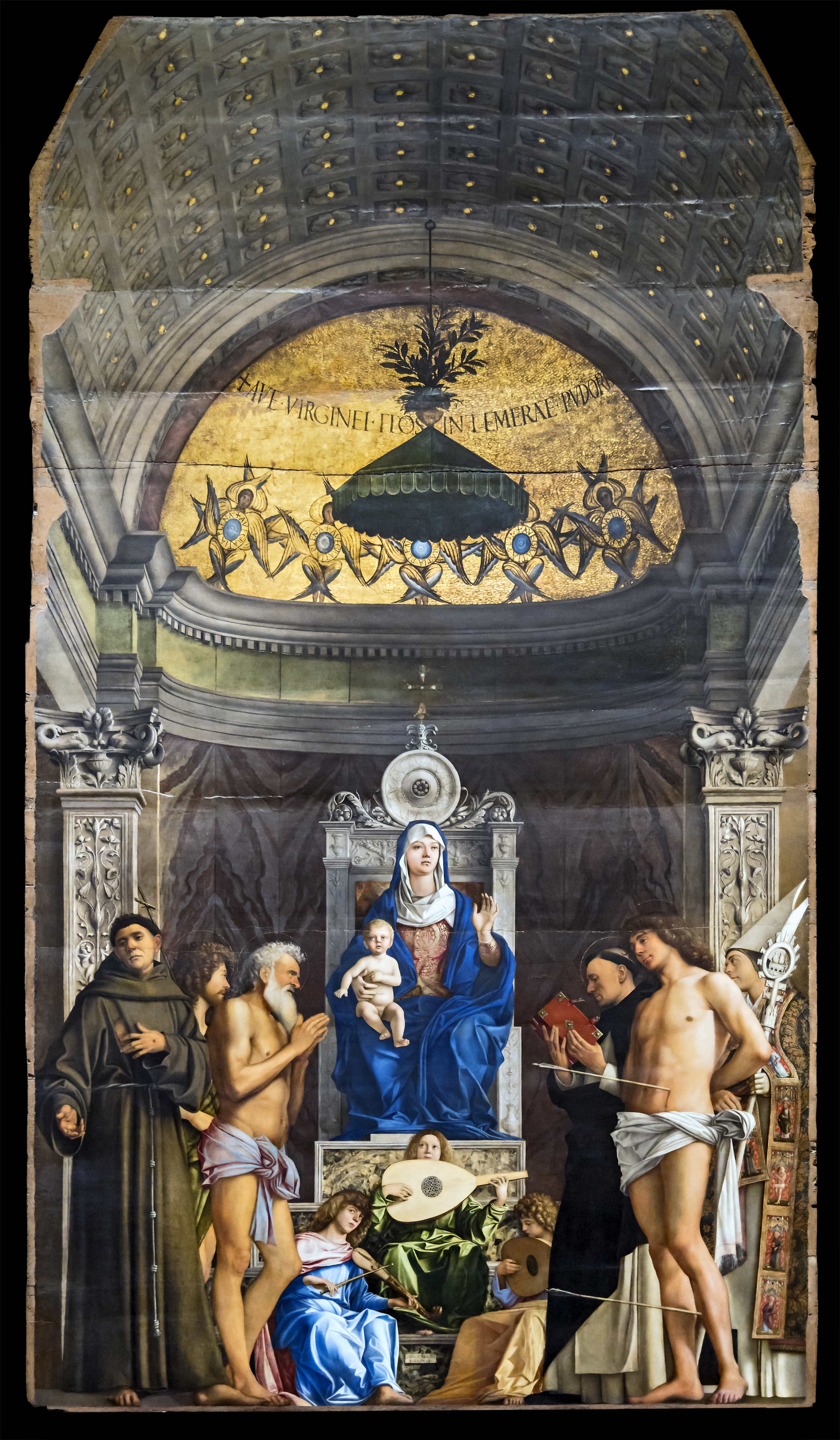
Oltář sv. Joba (centrální deska). Namalováno asi r. 1487; Gallerie dell’Accademia, Benátky, Itálie)

Nový typ „posvátného rozhovoru“ do malířství uvedl Alvise Vivarini (1442/44 – 1503/05). Bylo to poté, co se inspiroval obrazem nazvaným Madona s dítětem, světci a Federicem da Montefeltro od Piera della Francesca (1416/17 – 1492). Giovanni Bellini téma plně využil v oltáři určeném pro benátský kostel sv. Jóba. Obraz znázorňuje Pannu Marii s Ježíškem ve svatém rozhovoru se světci sv. Františkem, sv. Janem Křtitelem, Jobem a naproti stojícími sv. Dominikem, sv. Šebestiánem a Ludvíkem z Toulouse. U nohou jim hrají tři andělé. Svatý rozhovor se odehrává v apsidě zaklenuté konchou a vyzdobené cherubíny ve zlaté mozaice. Zářivost mozaiky byla dána použitou technikou olejomalby. Tento obraz z konce 80. let 15. století lze považovat za přechod Giovanni Belliniho od rané renesance k její vrcholné podobě.

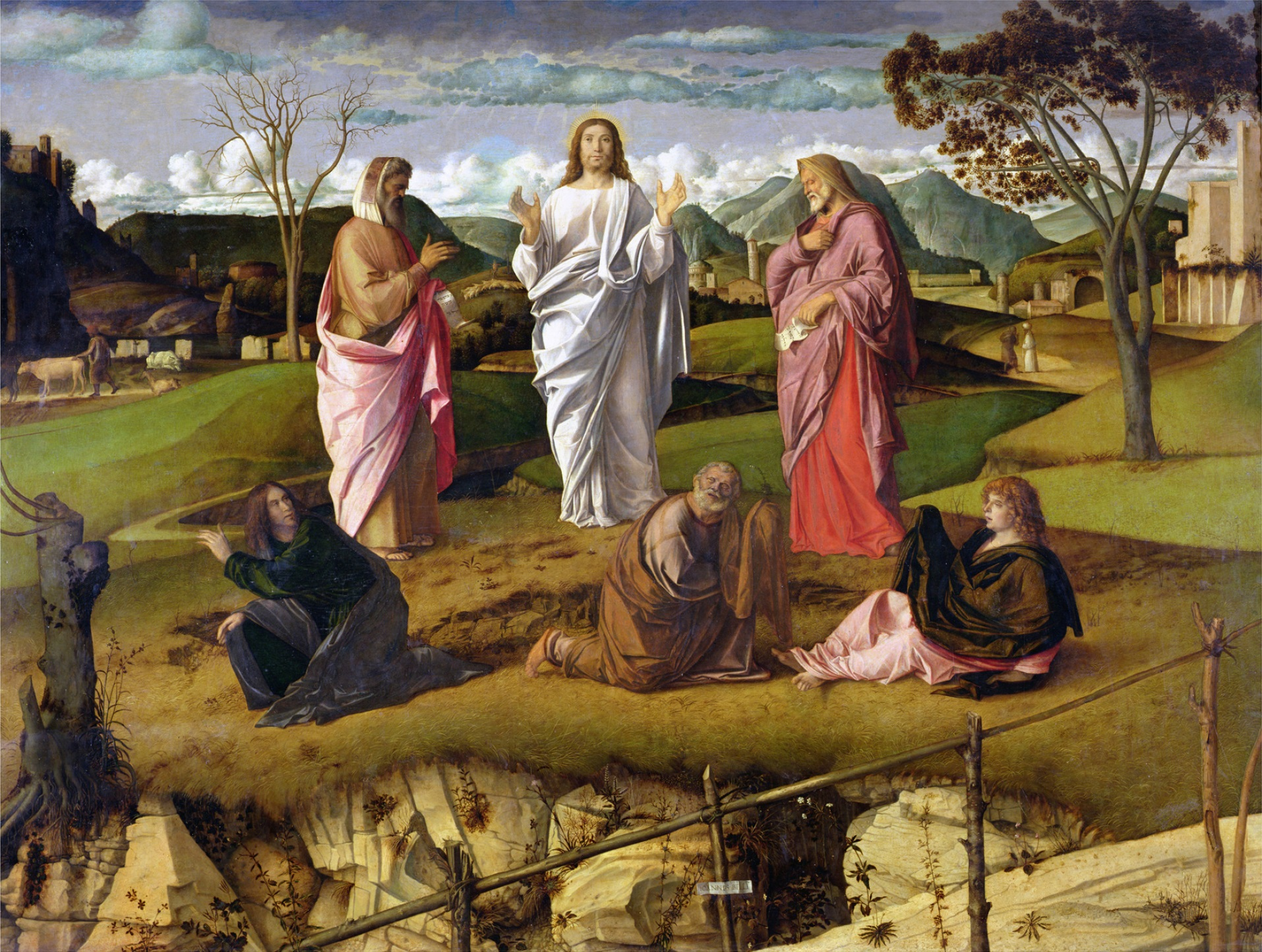
Proměnění Páně (1584, olejomalba na desce; Museo Nazionale di Capodimonte, Neapol, Itálie)

Asi ve stejné době Bellini namaloval obraz Proměnění Páně (dnes neapolské Museo Capodimonte), ve kterém diváka ohromí krajina zaplavená magickým světlem oblohy. Jaký význam v těchto světelných efektech hraje olejomalba, to ukazuje srovnání s Belliniho stejnojmenným obrazem, který namaloval pod Mantegnovým vlivem temperou v letech 1458 až 1460 (dnes Museo Correr, Benátky). Navíc je obraz oproti jeho pozdější variantě orientován na výšku, čímž v něm ubylo pohledu do krásné krajiny.

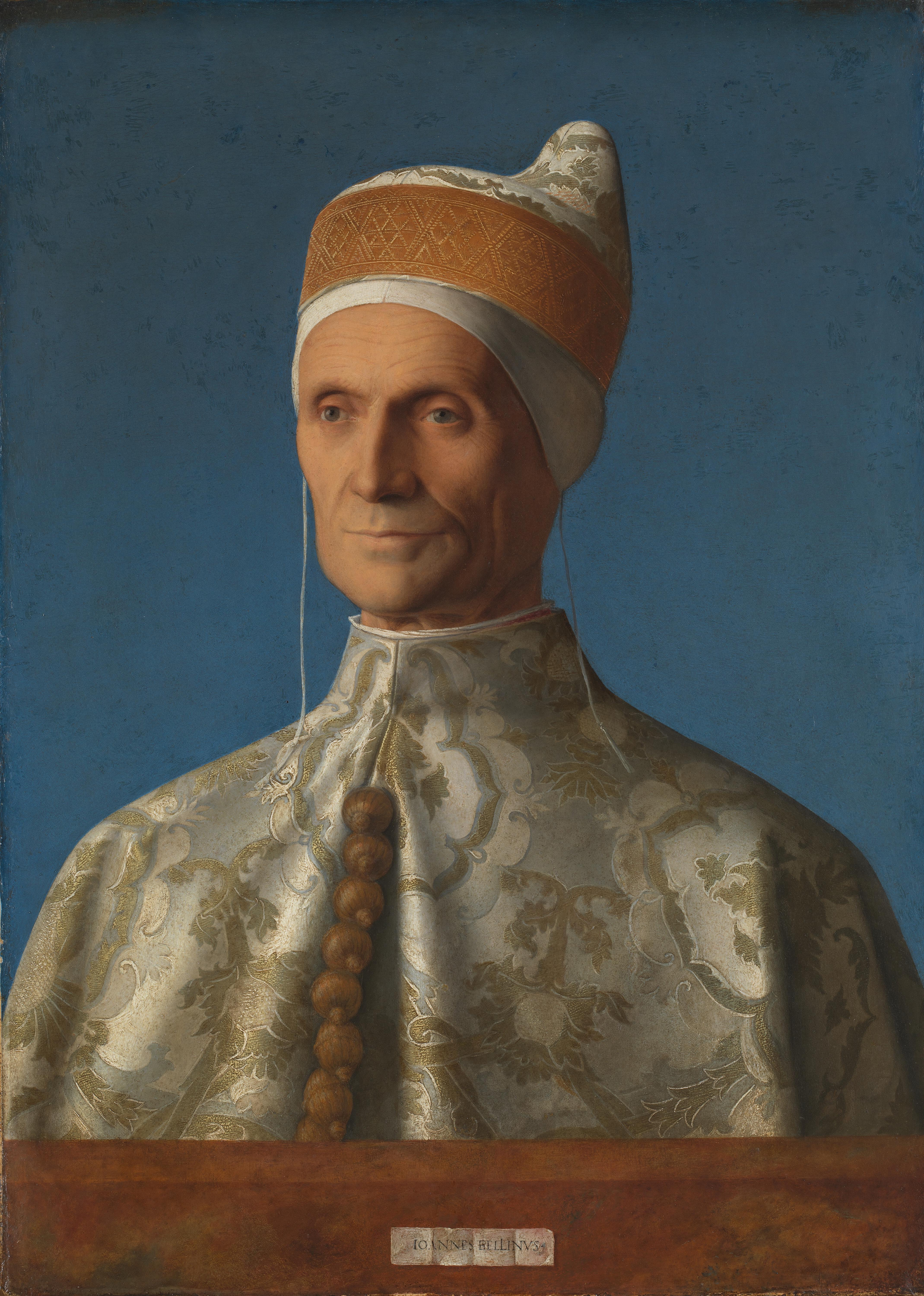
Portrét dóžete Leonarda Loredana (1501/02, olejomalba na topolové desce; Národní galerie v Londýně, V. Británie)

V druhé polovině 15. století se portréty benátských dóžat a představitelů bohatého patriciátu staly předmětem četných objednávek.Vznikla tak řada portrétů, včetně několika malířových autoportrétů. Mezi těmito portréty vyniká podobizna Leonarda Loredana, namalovaná u příležitosti jeho zvolení benátským dóžetem (1501). Dóže, kterému bylo v době vzniku portrétu téměř 70 let, je vyobrazen s řadou detailů, včetně hubené, vrásčité tváře a v plášti z damašku sepnutém kulovitými knoflíky. Pravděpodobně se jednalo o oficiální portrét, a proto jsou detaily poukazující na věk portrétovaného jen naznačeny. Intenzivní světlo dopadající na Loredanovu tvář zleva rozděluje obličej dóžete na levou, vladaři odpovídající část. Pravá polovina jeho obličeje se nachází ve stínu a náznak úsměvu odkazuje na lidskou stránku portrétovaného dóžete.

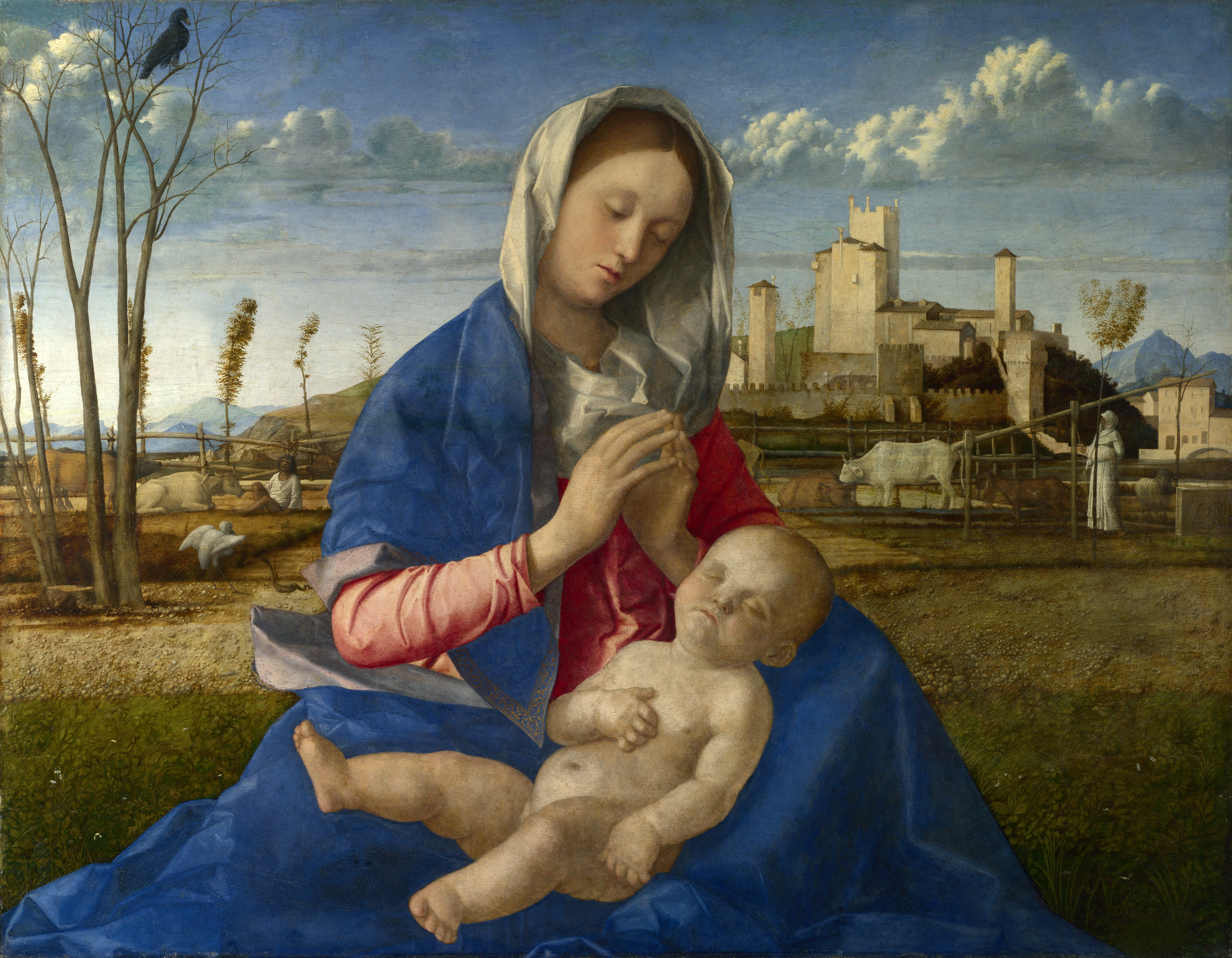
Madona na louce (1500/05, olej na plátně; Národní galerie v Londýně, V. Británie)

Krátce po dokončení portrétu Leonarda Loredana vznikl jeden z nejlepších Belliniho mariánských obrazů nazvaný Madona na louce. Předcházela mu řada vyobrazení Madon s dítětem, která jsou často dílenskými pracemi, přestože jsou připisovány Bellinimu. Obraz Madona na louce je plný symbolů dokládajících malířovu hlubokou znalost novozákonních evangelií. Giovanni Bellini však vynikl nejen krásnou barevností svých obrazů, ale i pozoruhodnými kresbami, které ve formě skic často umisťoval na zadní strany svých obrazů.
Kresby

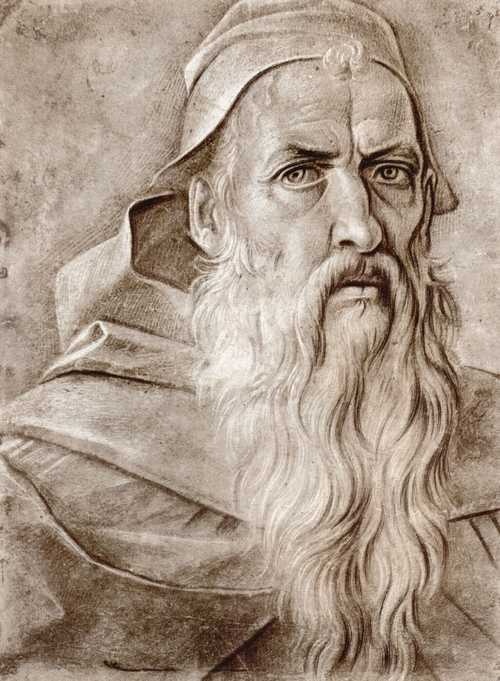
Hlava starého muže (svatý Antonín ?) (asi 1460/66, inkoust a bílá barva na papíře; The Royal Collection Trust/HM Queen Elisabeth II., Windsor, V. Británie)

Giovanni Bellini se kresbě vyučil v dílně vedené Jacopo Bellinim. Giovanniho kresby světců se vyznačovaly postupnou individualizací zobrazené osoby, kterou často byl dárce či objednavatel. Giovanniho kresba zobrazující hlavu starého muže (Windsorská sbírka královny Alžběty II.) byla nepochybně nakreslena podle konkrétní osoby. Kresba měla být předlohou pro podobu světce nebo poustevníka v obraze typu Sacra Conversazione. Tyto přípravné kresby byly zahrnuty do kartonových kreseb a následně přenášených na plátno. Takovéto kartony používal Bellini i pro zhotovování kopií svých obrazů. Podobně jako v malbě obrazů, i v Giovanniho kresbách je patrný Mantegnův vliv, ale není to vliv jednostranný, takže určení autorství u mnoha kreseb je nejasné až nemožné, což dobře dokládají kresby Ukřižování nakreslené oběma malíři. Pravdou je, že Mantegna i ve svých kresbách kladl důraz na objem postav a prostorovou zkratku, zatímco Bellinho kresby se vyznačovaly důrazem na účinky světla. Ještě nesnadnější je však vymezení podílu Giovanni Belliniho na knižních miniaturách, na kterých je hlavní podíl práce připisován Jacopo Bellinimu.

## Umělecko-historický význam díla Giovanni Belliniho
Giovanni Bellini začal malovat pod vlivem toho, co viděl v přírodě nebo v antickém umění či v dílech svých současníků. S pokračující zkušeností malíř tvořil především pod vlivem svých vnitřních představ. Neváhal k tomu využít i podnětů přicházejících od jeho žáků, jmenovitě od Giorgiona a Tiziana. Jeho dílem začala slavná doba benátského malířství, jejíž základní kámen položil Giorgione a k jejímu vrcholu dovedl Tizian v průběhu 16. století.